# Bing Webmaster Tools
Bing Webmaster Tools (раніше Bing Webmaster Center ) — це безкоштовний сервіс, що є частиною пошукової системи Microsoft Bing, який дозволяє веб-майстрам додавати свої веб-сайти до індексного краулера Bing, бачити показники свого сайту в Bing (кліки, покази) та багато іншого. Сервіс також пропонує веб-майстрам інструменти для усунення проблем з скануванням та індексацією сайту, додаванням нових URL-адрес, створенням, відправкою та пінгом файлів Sitemap, статистикою сайту, консолідацією контенту, а також новим контентом і ресурсами спільноти. 

## Можливості
Bing Webmaster Tools надає багато функцій, до яких веб-майстри можуть отримати доступ після того, як вони підтвердять право власності на свої веб-сайти за допомогою таких методів, як перевірка метатегів, додавання запису CNAME до запису DNS, перевірка XML і Domain Connect. 
Він містить наступні інструменти та функції, які допоможуть веб-майстрам отримати доступ до даних і керувати своїми сайтами на Bing:  
- Submit Urls дозволяє веб-майстрам відправляти тисячі URL-адрес, присутніх на їхньому сайті, для швидшого індексування. Кількість URL-адрес, які вони можуть надсилати, може становити до 10 000 URL-адрес на день. [5]
- Проблеми сканування дозволяють веб-майстрам виявляти потенційні проблеми з їхніми веб-сайтами, наприклад помилки «Файл не знайдено» (404), заблоковані REP, довгі динамічні URL-адреси та непідтримувані типи контенту.
- Дані зворотних посилань дозволяють веб-майстрам отримати доступ до даних про їхні референтні посилання. Частково ця функція була запозичена з Yahoo! Site Explorer. [6]
- Розширена фільтрація дозволяє веб-майстрам швидко масштабувати результати у звітах для своїх веб-сайтів, щоб збільшити масштаб необхідних даних.
- Завантаження даних дозволяє веб-майстрам отримати доступ до перших 1000 результатів у файлі CSV для аналізу результатів.
- Інструмент пошуку за ключовими словами дозволяє веб-майстрам досліджувати нові ключові слова.
- Валідатор robots.txt дозволяє веб-майстрам перевіряти, чи їхній файл robots.txt відповідає стандарту.
- Засіб перевірки розмітки дозволяє веб-майстрам перевірити, чи їхній сайт відповідає стандартам W3C.
- Карти сайту дозволяють веб-майстрам перевірити, чи Bing правильно переглядає їх карту сайту.
- Вихідні посилання дозволяють веб-майстрам бачити вихідні посилання, які бачить Bing.

## Дивись також
- Windows Live
- Microsoft Bing
- Google Search Console
- Яндекс.Вебмайстер

## Зовнішні посилання
- Bing Webmaster Tools
- Bing
- Офіційний блог Bing Webmaster Tools
- Офіційний форум Bing Webmaster Center